# Prismatolaimus primitivus
Prismatolaimus primitivus är en rundmaskart. Prismatolaimus primitivus ingår i släktet Prismatolaimus, och familjen Prismatolaimidae. Arten är reproducerande i Sverige.